# Scedella sandoana
Scedella sandoana är en tvåvingeart som beskrevs av Munro 1957. Scedella sandoana ingår i släktet Scedella och familjen borrflugor. Inga underarter finns listade i Catalogue of Life.